# 吳煦斌
吳煦斌（1949年—），本名吳玉英，香港作家，美國聖地牙哥州立大學生態學碩士，其夫為已故香港著名作家也斯。

## 著作
- 《牛》（短篇小說集，素葉，1980，香港）
- 《吳煦斌小說集》（東大圖書，1987，台灣）
- 《看牛集》（散文集，突破，1991，香港）
- 《十人詩選》（1998，合著者之一）
- 《嘔吐》（尚-保羅·沙特原著，翻譯。台灣環宇1971；台灣遠景1981；台灣錦鏽1999）

## 外部連結
- 香港作家簡介（页面存档备份，存于）
- 豆瓣：吳煦斌小組（页面存档备份，存于）
- 《微批》【吳煦斌專輯】吳煦斌著作及相關資料目錄 （页面存档备份，存于）